# Bataljmålning

En typisk bataljmålning, Gustav II Adolfs död i slaget vid Lützen, målad av Carl Wahlbom år 1855.

Bataljmålning är en genre inom historiemåleri där målningar framställer slag eller andra stridshandlingar till lands. Genren fanns redan under forntiden, till exempel den berömda Alexandermosaiken i Pompeji. Genren blev mycket populär under renässansen med konstnärer som Paolo Uccello och Piero della Francesca. Under den nationalromantiska vågen på 1800-talet fick genren ett uppsving, även i Sverige genom konstnärer som Carl Wahlbom, som är mest känd för den genretypiska Gustav II Adolfs död i slaget vid Lützen. Målningar som föreställer sjöslag kategoriseras vanligen som marinmåleri.
I reklamsammanhang är "bataljmålning" är ett skämtsamt uttryck för en grafisk sammanställning över en reklamkampanj, vilka reklaminslag som ingår, vilka målgrupper de riktar sig till osv.